# Sirius
Sirius este cea mai strălucitoare stea observabilă cu ochiul liber de pe cer. Cu o magnitudine aparentă de −1,46, ea este aproape de două ori mai strălucitoare decât Canopus, a doua cea mai strălucitoare stea. Numele „Sirius” este derivat din limba greacă veche: Σείριος (Seirios, „luminos”). Steaua a fost asociată cu vara și are denumirea Bayer Alpha Canis Majoris (α CMa). Ceea ce percepe ochiul ca o singură stea este de fapt o stea binară, din care face parte o stea de tip spectral A1V din secvența principală, denumită Sirius A, împreună cu o pitică albă de tip spectral DA2, denumită Sirius B. Distanța care separă pe Sirius A de companioana sa variază între 8,1 și 31,5 UA.
Sirius este luminoasă, atât datorită luminozității sale intrinseci, cât și proximității față de Pământ. La o distanță de 2,6 parseci (8,6 ani-lumină), determinată de satelitul astronomic Hipparcos, sistemul Sirius este unul dintre vecinii apropiați ai Pământului; pentru observatorii emisferei nordice aflați între 30 și 73 grade latitudine (inclusiv aproape pentru toți din Europa și America de Nord), acesta este cel mai apropiat sistem care poate fi observat cu ochiul liber. Sirius se apropie treptat de Sistemul Solar, așa că luminozitatea sa va crește ușor în următorii 60.000 de ani. După această dată distanța va începe să se mărească, dar va continua să fie cea mai strălucitoare stea de pe cerul observat de pe Pământ pentru următorii 210.000 de ani.
Sirius A are o masă de două ori mai mare decât a Soarelui și o magnitudine absolută de 1,42. Ea este de 25 de ori mai luminoasă ca Soarele, dar are o luminozitate semnificativ mai mică decât alte stele luminoase, cum ar fi Canopus sau Rigel. Sistemul are între 200 și 300 milioane de ani. Inițial a fost compus din două stele strălucitoare albăstrui. Cea mai masivă dintre ele, Sirius B, și-a consumat resursele, devenind o gigantă roșie înainte de a-și pierde straturile exterioare, și s-a restrâns în starea sa actuală de pitică albă cu circa 120 milioane de ani în urmă.
De asemenea, Sirius este cunoscută sub numele colocvial de „Steaua Câine”, ceea ce reflectă importanța ei în constelația Câinele Mare. Răsăritul heliacal al lui Sirius marca inundațiile Nilului în Egiptul antic și „canicula” de vară pentru grecii antici, în timp ce la polinezieni marca iarna, fiind o stea importantă pentru navigarea în jurul Oceanului Pacific.

## Istorie observațională
| X1 · N14 | M44 |

| X1 · N14 | M44 |

Sirius, cunoscut în Egiptul Antic ca Sopdet (greacă: Σῶθις = Sothis), apare în cele mai timpurii consemnări astronomice. În timpul erei Regatului Mijlociu Egiptean, egiptenii s-au bazat în calendarul lor pe răsăritul heliacal al stelei Sirius, anume în ziua în care aceasta devine vizibilă înainte de răsărit, când este destul de depărtată de strălucirea Soarelui. Perioada era chiar înainte de inundațiile anuale ale Nilului și înainte de solstițiul de vară, după o absență de 70 de zile de pe cer. Hieroglifa pentru Sothis reprezintă o stea și un triunghi. Sothis a fost identificat după marea zeiță Isis, care a format o parte a unei trinități de zei cu soțul ei, Osiris, și cu fiul lor, Horus, în timp ce perioada de 70 de zile simboliza trecerea lui Isis și Osiris printr-un duat (lumea subpmânteană egipteană).
Grecii antici au observat că apariția lui Sirius vestea venirea verii calde și uscate, și se speriau deoarece credeau că asta va ofili plantele, va slăbi cetățenii, și femeile stârnite. Datorită luminozității, Sirius pare că scânteiază în condițiile climatice tulbure ale verii timpurii. Pentru observatorii greci, acestea însemnau emanații care au cauzat influența malignă. Oricine suferea de efectele sale era considerat astroboletos (ἀστροβόλητος) sau „lovit-de-stea”. În literatură, a fost descrisă ca „arzătoare” sau „înflăcărată”. Sezonul următor de la apariția stelei a devenit cunoscut drept canicula de vară. Locuitorii insulei Ceos din Marea Egee ofereau jertfe lui Sirius și Zeus pentru a aduce brize răcoritoare și așteptau reapariția stelei din vară. Dacă se ridica clar, ea ar fi prevestit avere mare; dacă steaua era cețoasă sau fadă, ea ar fi prezis molimă. Monede găsite pe insulă datând din secolul al III-lea î. Hr. reprezentau câini sau stele emanând raze, subliniind importanța lui Sirius. Romanii sărbătoreau instalarea heliacală a lui Sirius în jurul a 25 aprilie, sacrificând un câine împreună cu tămâie, vin și o oaie pentru zeița Robigo astfel ca emanațiile stelei să nu cauzeze rugină grâului în culturile din anul respectiv.
Ptolemeu din Alexandria a cartografiat steaua în Cărțile VII-VIII din lucrarea sa Almagest, în care el a folosit steaua Sirius ca locație pentru meridianul central al globului. El a reprezentat-o în mod surprinzător ca una dintre cele șase stele colorate în roșu (vezi secțiunea Controversa culorii de mai jos). Celelalte cinci stele, ca Arcturus sau Betelgeuse, aparțin clasei M și K.
Stele strălucitoare erau importante pentru polinezienii antici pentru navigarea între numeroasele insule și atoli din Oceanul Pacific. Reduse la orizont, ele au funcționat ca niște compasuri stelare pentru a asista marinarii la orientarea spre destinații particulare. De asemenea, ele au folosit ca marcatori pentru latitudine; declinația lui Sirius marchează latitudinea arhipelagului Fiji la 17°S și astfel trece chiar deasupra insulelor în fiecare noapte. Sirius a servit ca și corpul unei „Păsări Uriașe” din constelația Manu, Canopus fiind aripa sudică și Procyon cea nordică, care a divizat cerul polinezian în două emisfere. Așa cum apariția lui Sirius pe cerul dimineții a marcat vara în Grecia, ea a marcat și venirea iernii aprige pentru Māori, a căror denumire de Takurua reprezenta nu numai steaua, ci și denumirea sezonului. Culminarea sa din cadrul solstițiului de iarnă era marcată de celebrații în Hawaii, unde era cunoscută ca Ka'ulua, „Regina Raiului”. Multe alte denumiri polineziene au fost înregistrate, printre care Tau-ua în Insulele Marchize, Rehua în Noua Zeelandă, Aa și Hoku-Kauopae în Hawaii, și Ta'urua-fau-papa "Festivity of original high chiefs" and Ta'urua-e-hiti-i-te-tara-te-feiai "Festivity who rises with prayers and religious ceremonies" în Tahiti.
Populațiile indigene Boorong din Victoria de nord-vest numeau Sirius Warepil.

### Cinematică
În 1718, Edmond Halley a descoperit mișcarea proprie a „stelelor fixe” cunoscute până atunci  după ce a comparat diverse măsurători contemporane astrometrice cu cele date în lucrarea Almagest a lui Ptolemeu. S-a observat că stelele luminoase Aldebaran, Arcturus și Sirius s-au mutat semnificant, ultima având o deplasare de 30 minute de arc (cam cât diametrul Lunii) spre sud-est în 1800 de ani.
În 1868, Sirius a devenit prima stea a cărei viteză a fost măsurată. William Huggins a examinat spectrul acestei stele și a observat o vizibilă deplasare spre roșu. El a concluzionat că Sirius se îndepărtează de Sistemul Solar cu aproape 40 km/s. Comparat cu valoarea modernă de −7.6 km/s, acestea au fost exagerate și au avut semnul invers; minusul de la valoare înseamnă că de fapt steaua se apropie de Soare. Totuși, este notabil pentru introducerea studiului vitezei radiale celestiale.

### Descoperirea unei perechi

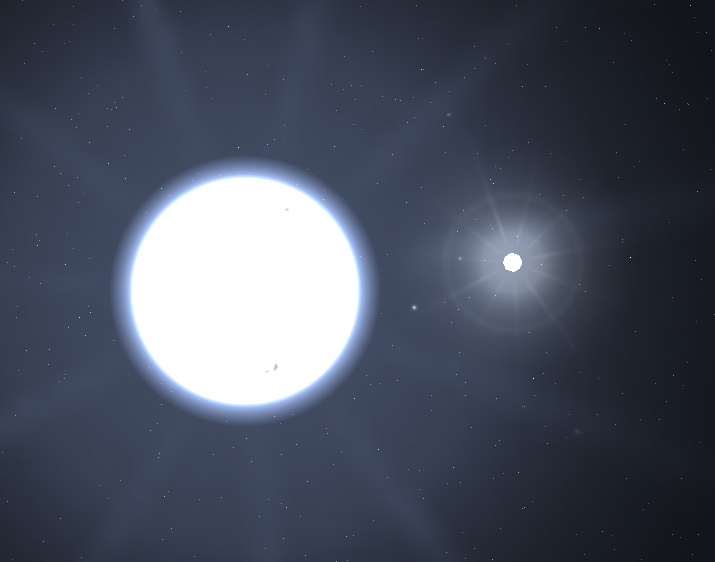
O imagine simulată reprezentând Sirius A și B folosind Celestia

În 1844, astronomul german Friedrich Bessel a dedus, datorită fluctuației în mișcarea proprie a stelei, că aceasta are o pereche neobservată. Aproape două decenii mai târziu, pe 31 ianuarie 1862, producătorul de telescoape și astronomul american Alvan Graham Clark a observat pentru prima dată perechea stelei, care este acum cunoscută sub numele de Sirius B, sau simplu „cățelul”. Asta s-a întâmplat în timpul testării telescopului refractor mare cu apertura 18,5-inch (470 mm) de la Dearborn Observatory, care era cel mai mare telescop de acest tip cu lentile din aceea perioadă, și totodată cel mai mare telescop din America.
Steaua vizibilă este cunoscută acum ca Sirius A. Din 1894, au fost observate câteva iregularități aparente în orbita lui Sirius, asta sugerând chiar o a treia stea pereche, dar acest fapt nu a fost confirmat niciodată. Datele care se potrivesc cel mai bine indică o orbită de 6 ani vechime din jurul stelei Sirius A cu o masă de numai 0.06 mase solare. Această stea ar putea fi cu cinci sau zece magnitudini mai fadă decât pitica albă Sirius B, lucru care are explica de ce este atât de dificil de observat. Observații publicate în 2008 au fost incapabile să detecteze vreo a treia stea sau planetă. O „a treia stea” observată în anii 1920 este confirmată acum a fi un obiect din fundal.
În 1915, Walter Sydney Adams, utilizând un reflector de 1.5 m (60 inch) la Mount Wilson Observatory, a observat spectrul stelei Sirius B și a determinat faptul că aceasta este o stea fadă de culoare albă. Această descoperire i-a ajutat pe astronomi să concluzioneze că ea era o pitică albă, a doua descoperită. Diametrul stelei Sirius A a fost pentru prima dată măsurat de către Robert Hanbury Brown și Richard Q. Twiss în 1959 la Jodrell Bank folosind un infractometru de intensitate stelară. În 2005, folosind telescopul spațial Hubble, astronomii au determinat faptul că Sirius B are aproape diametrul Pământului, 12,000 km, dar cu o masă ce reprezintă 98% din cea a Soarelui.

### Controversa culorii
În jurul anului 150 AD, astronomul grec din perioada romană Claudius Ptolemeu a descris-o pe Sirius ca fiind roșie, la fel și alte cinci stele, Betelgeuse, Antares, Aldebaran, Arcturus și Pollux, toate având în mod în mod clar o nuanță de roșu sau portocaliu. Discrepanța a fost prima oară notată de către astronomul Thomas Barker, moșier la Primăria din Lyndon din Rutland, care a pregătit un discurs și a vorbit la o întâlnire a Royal Society din Londra în 1760. Existența altor stele cu schimbare în luminozitate a dat crezare ideii că unele își pot schimba și culoarea; John Herschel a notat asta în 1839, posibil influențat dând mărturie pe Eta Carinae doi ani mai târziu. Thomas Jefferson Jackson See a reînviat discuția despre Sirius-ul roșu publicând câteva lucrări în 1892, și un rezumat final în 1926. El nu numai că l-a citat pe Ptolemeu, dar de asemenea pe poetul Aratus, oratorul Cicero și generalul Germanicus în lucrare, deși recunoscând că niciunul dintre cei citați nu au fost astronomi, ultimii doi pur și simplu punându-i doar pentru că au tradus poemul lui Aratus Phaenomena. Seneca, de asemenea, a descris steaua Sirius ca fiind mai roșiatică decât planeta Marte. Totuși, nu toți observatorii antici au văzut steaua ca fiind roșie. Poetul din secolul I d.Hr. Marcus Manilius a descris steaua ca fiind de o culoare „albastră ca marea”, astfel cum a făcut și Avienus în secolul IV. Sirius este steaua standard pentru culoarea alb în China antică, iar multe consemnări din perioada secolul II î. Hr. - secolul VII d. Hr. descriu steaua ca având o nuanță de alb.
În 1985, astronomii germani Wolfhard Schlosser și Werner Bergmann au publicat o copie a unui manuscris lombardic din secolul VIII, care conținea De cursu stellarum ratio de către Sfântul Gregor de Tours. Textul latin a învățat cititorii cum să determine timpul optim pentru rugăciunile de noapte după poziția stelelor, iar Sirius este descrisă pe parcurs rubeola — „roșiatică”. Autorii au propus că aceasta este o evidență în plus că Sirius a fost o gigantă roșie în aceea perioadă. Totuși, alți savanți au menționat că era mai probabil ca Sf. Gregor să se fi referit la Arcturus decât la Sirius.
Posibilitatea ca evoluția stelelor Sirius A și Sirius B să fie responsabilă pentru această discrepanță a fost respinsă de către astronomi bazându-se pe motivul că nu sunt de ajuns câteva mii de ani și că nu este niciun semn de nebulozitate în sistemul stelar care ar putea demonstra că o astfel de schimbare a avut loc. O interacțiune cu o a treia stea, încă nedescoperită, a fost de asemenea propusă pentru a demonstra culoarea roșie. Explicații alternative despre culoarea roșie sunt ori că aceasta este o metaforă poetică pentru averea rea, ori că atunci când se ridica pe cer la stânga privitorului, scânteierea dramatică a stelei provoca impresia că era roșie. Cu ochiul liber, ea apare adesea luminând intermitent cu nuanțe de roșu, alb și albastru lângă orizont.

## Vizibilitate

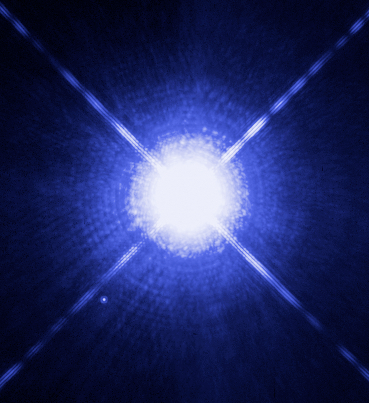
Imaginea lui Sirius A și Sirius B făcută de Telescopul spațial Hubble. Pitica albă poate fi văzut la stânga jos. Razele de difracție și inele concentrice sunt efecte instrumentale.

Cu o magnitudine aparentă de -1,46, Sirius este cea mai strălucitoare stea de pe cerul înstelat, aproape de două ori mai luminoasă decât a doua stea după strălucire, Canopus. Cu toate acestea ea nu este la fel de strălucitoare ca Luna, Venus sau Jupiter. Mercur și Marte sunt, de asemenea, mai luminoase decât Sirius. Sirius poate fi văzut din aproape fiecare regiune locuită de pe suprafața Pământului, de la 73 de grade mai la nord fiind neobservabil. Cu toate acestea, ea nu se ridică foarte sus pe cer când este văzută din unele orașe nordice, ajungând la numai 13° deasupra orizontului când este văzută de la Saint Petersburg. Sirius, împreună cu Procyon și Betelgeuse, constituie unul din cele trei vârfuri ale triunghiului de iarnă care se observă în emisfera nordică. Datorită declinației sale de aproximativ -17°, Sirius este o stea circumpolară de la latitudini sud de 73°. Din emisfera sudică la începutul lunii iulie, Sirius poate fi văzut atât în seara de după apus, iar dimineața se poate observa înaintea răsăritului Soarelui. Datorită precesiei (și mișcării ușor corespunzătoare), Sirius se va muta mai la sud. Din anul 9000 Sirius nu va mai fi vizibil în nordul și centrul Europei și în anul 14000 (atunci când Vega este aproape de Polul Nord) declinația sa va fi -67° și, astfel, va fi circumpolar de-a lungul Africii de Sud și în cea mai mare parte din Australia.
Sirius poate fi observat chiar și pe timp de zi cu ochiul liber, în condiții de climă favorabilă. În mod ideal, cerul ar trebui să fie foarte clar, observarea  fiind de la o altitudine mare și cu Soarele care apune spre orizont. Condițiile de observare sunt mult mai prielnice în emisfera sudică, ca urmare a declinației sudice a lui Sirius.
Mișcarea orbitală a sistemului binar Sirius aduce cele două stele la o separare unghiulară de minim 3 arcsecunde și un maxim de 11 arcsecunde. Când sunt foarte apropiate este dificil să fie observat companionul mult mai luminos al piticii albe, care necesită un telescop cu cel puțin 300 mm în diafragmă și condiții excelente de vizibilitate. În 1994 a avut loc un periastron și perechea a început să se miște aparte, ceea ce face ca ele să fie separate mai ușor de un telescop.
La o distanță de 2,6 parseci (8,6 ani-lumină), sistemul Sirius conține două din cele opt stele din apropierea Sistemului Solar și este al cincilea cel mai apropiat sistem stelar. Această proximitate este motivul principal pentru luminozitatea acesteia, ca și cu alte stele apropiate cum ar fi Alpha Centauri care este în contrast puternic cu supergigante îndepărtate, foarte luminoase ca Rigel, Canopus sau Betelgeuse. Cu toate acestea, ea este de aproximativ 25 de ori mai luminoasă decât Soarele. Cea mai apropiată stea vecină mare a lui Sirius este Procyon, care se află la o distanță de 1,61 parseci (5,24 al). Nava spațială Voyager 2, lansată în 1977 pentru a studia cei patru giganți gazoși din Sistemul Solar, este așteptat să treacă de Sirius la 8,6 ani-lumină (1,3 pc) în aproximativ 296.000 ani.

## Sistem

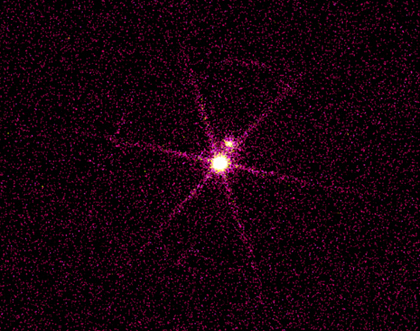
Imaginea de pe Observatorul de raze X Chandra a Sistemului Sirius, unde modelul unui vârf ascuțit este datorită structurii de sprijin pentru răzuirea transmisiei. Sursa luminoasă este Sirius B. Credit: NASA/SAO/CXC.

Sirius este un sistem binar format de stele din două pitici albe ce se orbitează reciproc, cu o separare a aproximativ 20 de unități astronomice (aproximativ distanța dintre Soare și Uranus), precum și o perioadă de revoluție de 50 de ani. Steaua mai luminoasă, Sirius A, este o stea de tip A1V spectral, cu o temperatură la suprafață de aproximativ 9.940 K. Însoțitorul său, Sirius B, este o stea care a evoluat deja și a devenit o pitică albă. În prezent, de 10.000 de ori mai puțin luminoasă în spectrul vizual, Sirius B în trecut mai masivă decât Sirius A. Vârsta sistemului a fost estimată la 230 milioane de ani. Sistemul emite un nivel de radiații infraroșii mai mare decât s-ar fi așteptat, măsurată prin Observatorul IRAS. Acest lucru poate fi un indiciu de praf în sistem, și este considerat oarecum neobișnuit pentru o stea binară. Imaginile obținute de pe Observatorul de raze X Chandra îl arată pe Sirius B care este acoperit de partenerul său mai strălucitor, fiind o sursă mai luminoasă de raze X.

### Sirius A

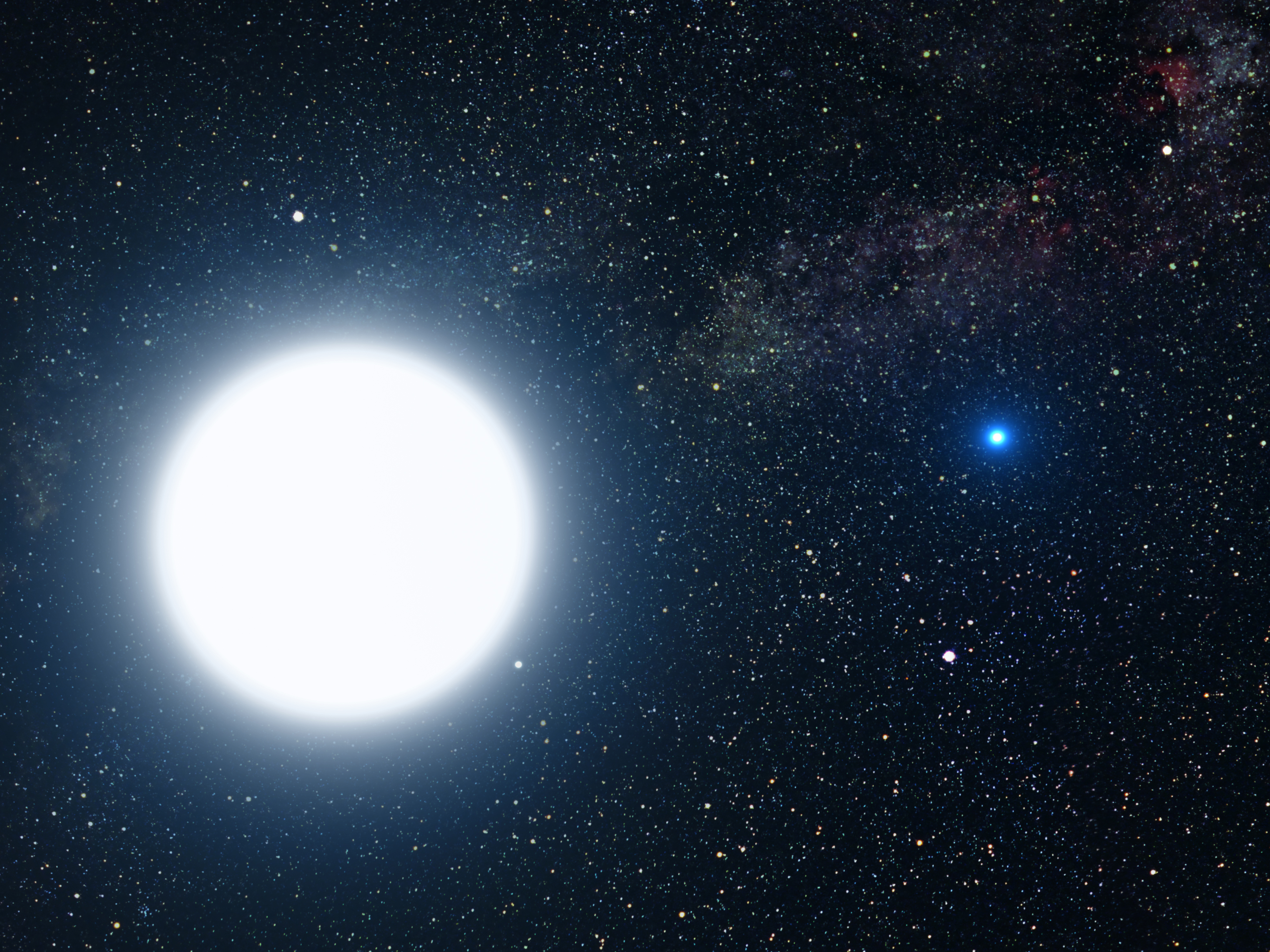
Imagine artistică a lui Sirius A și Sirius B. Sirius A este cea mai mare dintre cele două stele.

Sirius A are o masă de două ori mai mare ca cea a Soarelui. Raza stelei a fost măsurată cu ajutorul unui interferometru astronomic, oferind un diametru unghiular de aproximativ 5,936±0,016 mas. Viteza de rotație proiectată este relativ mică 16 km/s, care nu produce nici o aplatizare semnificativă a discului său. Acest lucru este în contradicție cu caracteristicile stelei de aceeași mărime Vega, care se rotește mult mai rapid 274 km/s și se umflă vizibil în jurul ecuatorului. Pe suprafața lui Sirius A a fost detectat un câmp magnetic slab.
Modele stelare sugerează că steaua s-a format în timpul prăbușirii unui nor molecular și că, după 10 milioane de ani, generarea de energie internă a fost obținută în întregime din reacții nucleare. Nucleul a devenit convectiv și utilizează ciclul CNO pentru generarea energiei.  Se prezice că Sirius A va epuiza complet rezervele de hidrogen din centrul său într-un miliard (109) de ani de la formarea sa. La acest moment el va deveni o gigantă roșie, apoi se va transforma într-o pitică albă.
Sirius A este clasificată ca stea Am, deoarece spectrul arată o adâncă linie de absorbție metalică, indicând sporirea elementelor mai grele decât heliul, cum ar fi fierul. Când se compară cu Soarele, proporția de fier în atmosfera lui Sirius A relativ hidrogenului pe care-l dă {\displaystyle {\begin{smallmatrix}[{\frac {Fe}{H}}]=0.5\end{smallmatrix}}}, care este echivalentă cu 100,5, ceea ce înseamnă că are 316% din proporția de fier din atmosfera Soarelui. Conținutul ridicat la suprafața sa de elemente metalice este puțin probabil să fie cel adevărat al  întregii stele, mai degrabă metalele din fier și cel grele au levitat radiativ spre suprafață.

### Sirius B

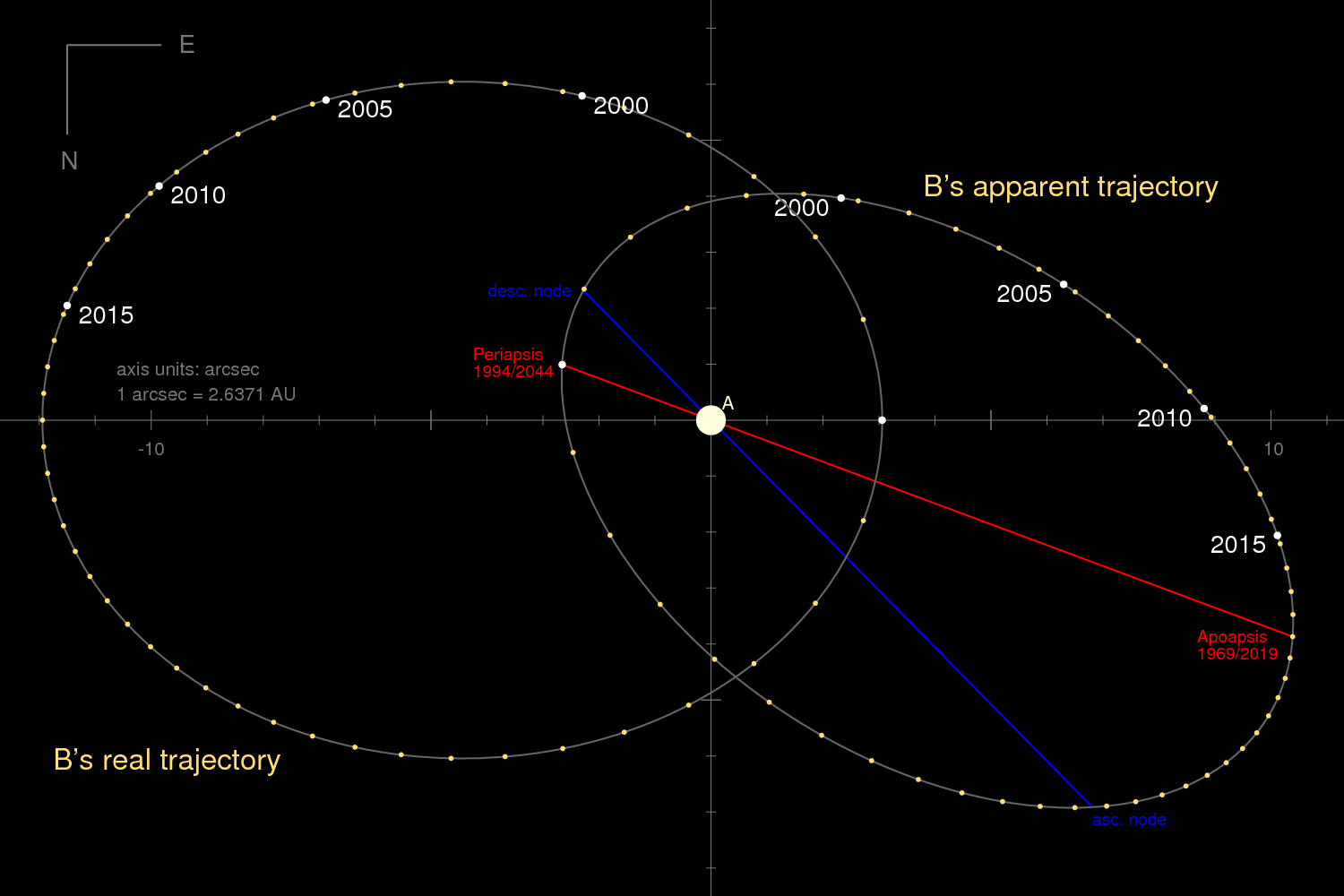
Orbita lui Sirius B în jurul lui Sirius A așa cum se vede de pe Pământ (elipsă înclinată). Elipsă orizontală largă prezintă forma adevărată a orbitei (cu o orientare arbitrară) cum s-ar părea dacă este privită direct.

Cu o masă aproape egală cu cea a Soarelui, Sirius B este una dintre cele mai masive pitici albe cunoscute (0,98 mase solare); aceasta este aproape dublă față de media de 0,5–0,6 masă solară. Iar această masă este concentrată într-un volum aproximativ egal cu cel al Pământului. Temperatura curentă de la suprafață este de 25.200 K. Cu toate acestea, pentru că nu există nici o sursă internă de căldură, Sirius B va răci în mod constant căldura rămasă, care este radiată în spațiu, o perioadă mai mare de două miliarde de ani.
O pitică albă se formează numai după ce steaua a evoluat de la secvența principală și apoi a trecut a fost o gigantă roșie. Acest lucru a avut loc atunci când Sirius B a avut mai puțin de jumătate din vârsta sa actuală, în urmă cu aproximativ 120 de milioane de ani. Steaua originală a avut o valoare estimată de 5 mase solare și a fost o stea de clasa B (aproximativ B4-5) când aceasta era încă pe secvența principală. În timp ce a trecut prin faza de gigant roșu, Sirius B posibil a îmbogățit metalicitatea companionului său.
Această stea este compusă în principal dintr-un amestec de carbon și oxigen, care a fost generat de fuziunea heliului în steaua progenitoare. Aceasta este acoperită de niște elemente mai ușoare, cu materiale repartizate după masă datorită gravitației ridicate a suprafeței. Datorită atmosferei exterioare a lui Sirius B este acum aproape din hidrogen pur, elementul cu cea mai mică masă, și niciun alt element nu este observat în spectrul său.

### Roiul stelar Sirius
În 1909, Ejnar Hertzsprung a fost primul care a sugerat că Sirius ar fi fost un membru al Grupului Mișcător Ursa Mare, în baza observațiilor sale asupra mișcărilor sistemului pe cer. Grupul Ursa Mare este un set din 220 de stele care au o mișcare proprie comună prin spațiu și au fost formate o dată ca membri ai unui roi deschis, care de atunci au devenit despărțiți gravitațional. Cu toate acestea, analizele din 2003 și 2005 au constatat că apartenența lui Sirius la grup este discutabilă: Grupul Ursa Mare are o vârstă de aproximativ 500±100 milioane de ani, în timp ce Sirius, ce are o metalicitate similară cu cea a Soarelui, are o vârstă care este doar jumătate din aceasta, ceea ce-l face prea tânăr ca să facă parte din grup. În afară de asta, Sirius poate fi un membru din propusul Super-roi Sirius, împreună cu alte stele împrăștiate, cum ar fi Beta Aurigae, Alpha Coronae Borealis, Beta Crateris, Beta Eridani și Beta Serpentis. Acesta este unul din cele trei grupuri mari situate în limitele a 500 ani-lumină (150 pc) de la Soare. Celelalte două sunt Hiade și Pleiadele, fiecare dintre aceste grupuri fiind formate din sute de stele.

## Triunghiul de Iarnă

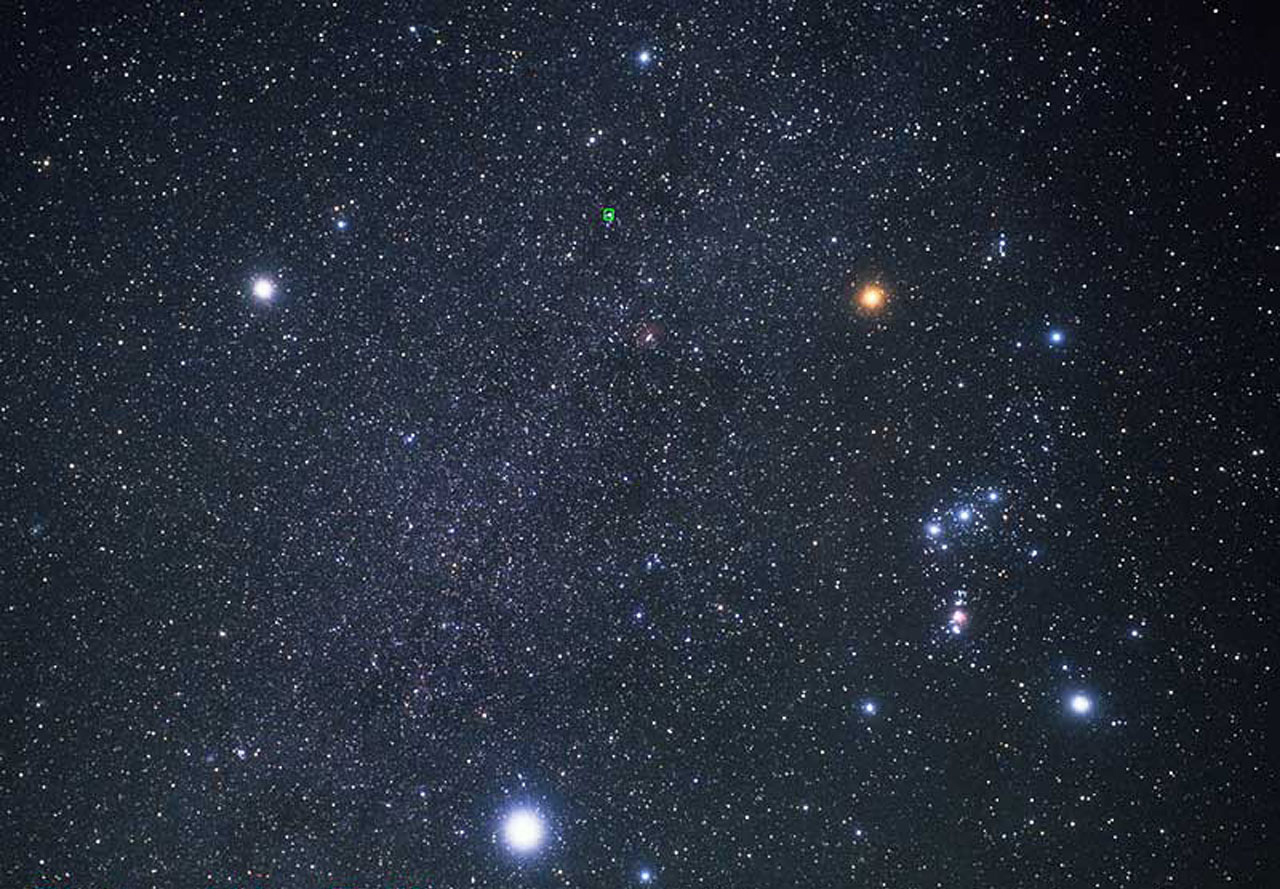
Triunghiul de Iarnă: stânga sus: Procyon, dreapta sus: Betelgeuse, jos: Sirius.

Sirius constituie unul din vârfurile asterismului Triunghiului de Iarnă, celelalte vârfuri fiind reprezentate de Betelgeuse și, respectiv, de Procyon.

## Etimologie și semnificații culturale
Cel mai comun nume propriu utilizat pentru această stea provine din latinescul Sīrius, din cuvântul grecesc Σείριος (Seirios, „luminos” sau „extravagant”), deși este posibil ca și cuvântul grec în sine să fi fost importat de altundeva înainte de perioada arhaică grecească, unii sugerând o legătură cu zeitatea egipteană Osiris. Prima utilizare a numelui a fost înregistrată undeva în secolul al VII-lea înainte de Hristos, în lucrarea poetică a lui Hesiod, Munci și zile. Sirius are de asemenea mai mult de 50 de alte denumiri și nume atașate. În eseul lui Geoffrey Chaucer, Treatise on the Astrolabe, acesta îi atribuie numele de Alhabor, descriind-o ca un cap de câine. Acest nume este folosit pe larg în astrolabii medievali din Europa de Vest. În sanscrită este cunoscută ca Mrgavyadha „vânătorul de cerb”, sau Lubdhaka „vânătorul”. Ca Mrgavyadha, steaua reprezintă Rudra (Shiva). Steaua este menționată și ca Makarajyoti în Malayalam și mari semnificații religioase pentru centrul de pelerini Sabarimala. În Scandinavia, steaua a fost cunoscută ca Lokabrenna („ars de Loki” sau „torța lui Loki”). În astrologia din Evul Mediu, Sirius era considerată o stea fixă Beheniană, asociată cu berilul și ienupărul. Simbolul său astrologic  a fost listat de către Heinrich Cornelius Agrippa.
Multe culturi au semnificații speciale istoric legate de Sirius, în mod particular în relați cu câinii. Într-adevăr, ea este adesea numită colocvial „Steaua câinelui” (numită popular Zorilă) fiind cea mai luminoasă stea din Canis Major, constelația „Câinelui Mare”. Clasic, a fost cunoscută și sub porecla de Câinele lui Orion. Grecii antici credeau că emanațiile lui Sirius puteau afecta negativ câinii, făcându-i se se poarte anormal în timpul „Zilelor câinelui”, cele mai calde zile din vară. Romanii numeau aceste zile dies caniculares, și steaua Sirius era denumită Canicula, „Câinele Mic”. Se credea că gâfâiala unui câine în apă fierbinte aducea riscul desicării și al bolilor. În cazuri extreme, un câine care spumega era suspect de rabie, care, în cazul unei eventuale mușcături, poate omorî un om. În Iliada, Homer descrie asaltul lui Ahile asupra Troiei în aceste cuvinte:
„Sirius rises late in the dark, liquid sky

On summer nights, star of stars,

Orion's Dog they call it, brightest

Of all, but an evil portent, bringing heat

And fevers to suffering humanity.”
„Sirius se ridică târziu pe cerul întunec

Regină printre stelele nopților de vară,

Numită Câine al lui Orion, strălucitoarea

E semn nefast ce-aduce febra-ncinsă

Adaos pentru suferința omenirii.”
În mitologia iraniană, în special cea persană și în zoroastrism, religie antică din Persia, Sirius era cunoscută ca Tishtrya și considerat o divinitate. Pe lângă pasajele din textele sacre ale Alvestei, cuvântul avestan Tishtrya urmat de versiunea Tir în persana mijlocie și persana nouă este cunoscut de asemenea în literatura persană ca Shahnameh de Ferdowsi. Datorită conceptului de yazatas, puterile care sunt „vrednice de închinare”, Tishtrya este o divinitate a ploii și fertilității și un adversar al apaosha, demonul secetei. În această luptă, Tishtrya este minunat descrisă ca un cal alb.
În astronomia chineză Sirius este cunoscut ca steaua „lupului ceresc” (chineză și japoneză 天狼; chineza romanizată: Tiānláng; japoneza romanizată: Tenrō; în Dongjing (井宿). Cu mult mai îndepărtate, multe popoare din populația indigenă a Americii de Nord de asemenea îl asociază pe Sirius cu caninii; Seri și Tohono O'odham din sud-vest asociază steaua cu un câine care urmează o oaie de munte, în timp ce Picioare negre o numesc „Față de câine”. Cherokee o cuplează pe Sirius cu Antares ca un câine gardian a stelelor din toate colțurile „Căii Sufletelor”. Pawnee din Nebraska au avut mai multe asociații; Triblul Lup (Skidi) îl știau ca „Steaua Lup”, în timp ce alte ramuri îl cunoșteau ca „Steaua Coiot”. Mai la nord, inuiții din Alaska din Strâmtoarea Bering îl numest „Câinele Lună”.
Mai multe culturi asociază steaua, de asemenea, cu un arc și săgeți. Chinezii antici l-au vizualizat ca un arc mare și săgeată de pe cerul sudic, format din constelațiile Pupa și Câinele Mare. În acestea, vârful săgeții este îndreptat către lupul Sirius. O asociere similară este descrisă la Templul lui Hathor din Dendera, unde zeița Satis a atras săgeată la Hathor (Sirius). Cunoscut ca „Tir”, steaua a fost ilustrată ca fiind însăși săgeata în cultura persană târzie.
Sirius este menționat în Surah, An-Najm („Steaua”), din Coran, unde el are denumirea de الشِّعْرَى (transliterație: aš-ši‘rā sau aș-șira; liderul). Versul este: „وأنَّهُ هُوَ رَبُّ الشِّعْرَى”, „Că El este Domnul Sirius (Puternica Stea).” (An-Najm:49) Ibn Kathir a declarat în comentariul său „Ibn 'Abbas, Mujahid, Qatada și Ibn Zayd au spus despre Ash-Shi`ra că la această stea strălucitoare, denumită Mirzam Al-Jawza' (Sirius), se închină un grup de arabi.” Denumirea alternatică Aschere, utilizată de Johann Bayer, este derivată din aceasta.
În teosofie se crede că Șapte Stele din Pleiadele transmit energie spirituală la cele Șapte Raze din Logosul Galactic din Ursa Mare, apoi la Sirius. De acolo este trimisă prin Soare către zeul Pământului (Sanat Kumara) și în final prin șapte Maeștri ai Înțelepciunii Antice către rasă umană.

### Dogon
Dogoni sunt un grup etnic din Mali, Africa de Vest, au cunoștințe tradiționale astronomice despre Sirius, care în mod normal ar fi considerate imposibile fără utilizarea de telescoape. Potrivit cărților lui Marcel Griaule Conversations with Ogotemmêli (Conversații cu Ogotemmêli) și The Pale Fox (Vulpea Palidă) ei știau despre perioada orbitală de cincizeci de ani a lui Sirius și de însoțitorul său înainte de astronomii occidentali. Ei de asemenea se referă la a treia stea care-l însoțește pe Sirius A și B. Cartea lui Robert Temple din 1976 Misterul Sirius (The Sirius Mystery), spune despre cunoștințele acestora în privința celor patru sateliți galileeni ai lui Jupiter și inelele lui Saturn. Acest lucru a fost subiectul unor controverse și speculații. Conform articolului din Skeptical Inquirer publicat în 1978, este posibil rezultatul contaminării culturale. Unii au sugerat că contaminatorii au fost etnografii înșiși. Alții văd această explicație ca fiind prea simplistă.

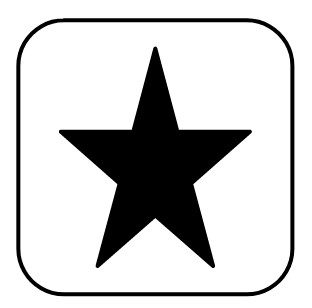
Yoonir, simbolul Universului în religia Serer.

### Religia Serer
În religia poporului Serer din Senegal, Gambia și Mauritania, Sirius este denumit Yoonir în limba Serer (și mulți vorbitori ai limbii Cangin, care sunt toți etnic Sereri). Steaua Sirius este una dintre cele mai importante și una dintre cele mai sacre stele din simbolismul și cosmologia religiei Serer. Marii preoți și preotese Serere, (Saltigue, ereditar „preoții ploii”) îl schițează pe Yoonir cu scopul de a prognoza ploile și permite agricultorilor Serer să înceapă plantarea semințelor. În cosmologia religiei Serer, el este simbolul universului.

### Moștenirea modernă
Sirius este un subiect frecvent utilizat în literatura științifico-fantastică și este legat de cultura populară, fiind de asemenea un subiect de poezie. Dante și John Milton au făcut referire la stea, în timp ce poemul lui Tennyson The Princess (în română Prințesa) descrie minunat scintilația stelei:
„..the fiery Sirius alters hue

And bickers into red and emerald.”
Sirius este pe stema Universității Macquarie și este numele revistei absolvenților săi. Denumirea companiei nord-americane de radio prin satelit, Satellite CD Radio, Inc., a fost schimbată în Sirius Satellite Radio în noiembrie 1999, fiind numită după „cea mai luminoasă stea de pe cerul nocturn”. Compozitorul Karlheinz Stockhausen a afirmat în mai multe rânduri că a venit de pe o planetă din sistemul Sirius. Astronomul Noah Brosch a speculat că numele personajului Sirius Black din povestirile Harry Potter, care avea o capacitate unică de a se transforma într-un câine negru, ar fi fost inspirat de „Sirius B”. În seriile BBC Doctor Who, Doctorul dezvăluie că steaua este formată de fapt din două mai mici.
Sirius este una din cele 27 de stele de pe drapelul Braziliei, care reprezintă statul Mato Grosso.
Șapte nave din Marina Regală a Marii Britanii au fost denumite HMS Sirius⁠(en)[traduceți] începând cu secolul al XVIII-lea, primul fiind un vas amiral din Prima Flotă ce a plecat către Australia în 1788. Marina Regală Australiană a numit ulterior o navă HMAS Sirius⁠(en)[traduceți] în onoarea vasului amiral. Printre navele americane se numără Format:USNS precum și un model de monoplan Lockheed Sirius, primul fiind pilotat de Charles Lindbergh. Denumirea a fost, de asemenea, adoptată de Mitsubishi Motors pentru motorul Mitsubishi Sirius în 1980.